# Калаи-Зангкуб
Калаи-Зангкуб, также Калайи-Зангкуб (тадж. Қалъаи зангкӯб, до марта 2022 г. — Занкон) — село в сельском джамоате Навруз Лахшского района. Расстояние от села до центра района (пгт Вахдат) — 3 км, до центра джамоата (село Сариосиёб) — 2 км. Население — 1452 человек (2017 г.), таджики и киргизы. Население в основном занято сельским хозяйством.

## Этимология
Нынешнее название Қалъаи зангкӯб с таджикского означает крепость колокольника.